# Masksjön, Dalarna
Masksjön är en sjö i Älvdalens kommun i Dalarna och ingår i Dalälvens huvudavrinningsområde. Sjön har en area på 0,151 kvadratkilometer och ligger 931,5 meter över havet.

## Delavrinningsområde
Masksjön ingår i det delavrinningsområde (683744-132922) som SMHI kallar för Inloppet i Skarphån. Medelhöjden är 930 meter över havet och ytan är 3,62 kvadratkilometer. Räknas de 4 avrinningsområdena uppströms in blir den ackumulerade arean 18,6 kvadratkilometer. Fulubågan som avvattnar avrinningsområdet har biflödesordning 4, vilket innebär att vattnet flödar genom totalt 4 vattendrag innan det når havet efter 548 kilometer. Avrinningsområdet består mestadels av skog (21 procent), sankmarker (11 procent) och kalfjäll (62 procent). Avrinningsområdet har 0,2 kvadratkilometer vattenytor vilket ger det en sjöprocent på 5,5 procent.